# Breaking the Waves
Breaking the Waves er en spillefilm fra 1996, der foregår i Det skotske højland i 1970'erne, som fortæller historien om Bess McNeill, der trods modstand i sit lokalsamfund og hendes presbyterianske kirke, gifter sig med en mand Jan, der arbejder på en olieboreplatform. Hun er lidt enfoldig og har svært ved at leve uden ham, når han er ude og arbejde på olieboreplatformen.
Manuskriptet blev skrevet af Lars von Trier, Peter Asmussen og David Pirie (ikke krediteret) og blev instrueret af Lars von Trier. I hovedrollerne er Emily Watson som Bess, der er hendes første filmrolle, Stellan Skarsgård som Jan, og Katrin Cartlidge som Bess'es mands søster Dodo.

## Handling
Filmen er det helt store melodrama om den unge skotske kvinde Bess (Emily Watson) og hendes kærlighed til sin elskede mand, Jan (Stellan Skarsgaard). Han invalideres i en arbejdsulykke, og i forsøget på at redde sin elskede ofrer Bess sig seksuelt til fremmede mænd. Det snerpede, calvinistiske miljø, der omgiver dem, er beskrevet med en næsten dokumentarisk realisme, som en fusion af det bedste fra Ken Loach, 70'ernes musikscene, Dreyer og Tarkovskij.

## Priser
Filmen vandt ved Filmfestivalen i Cannes i 1996 Grand Prix, der er den næstvigtigste pris ved filmfestivalen kun overgået af Den Gyldne Palme.